# Spaziphora
Spaziphora is een geslacht van insecten uit de familie van de drekvliegen (Scathophagidae), die tot de orde tweevleugeligen (Diptera) behoort.

## Soorten
- S. cincta (Loew, 1863)
- S. fascipes (Becker, 1894)
- S. hydromyzina (Fallen, 1819)